# Лимейра (микрорегион)

Лимейра на карте.

Лимейра (порт. Microrregião de Limeira) — микрорегион в Бразилии, входит в штат Сан-Паулу. Составная часть мезорегиона Пирасикаба. 
Население составляет 	578 595	 человек (на 2010 год). Площадь — 	2 312,324	 км². Плотность населения — 	250,22	 чел./км².

## Демография
Согласно сведениям, собранным в ходе переписи 2010 г. Национальным институтом географии и статистики (IBGE), население микрорегиона составляет:						
| Полное население                             | Полное население                             | Полное население                             | Полное население                             | 578 595 |
| -------------------------------------------- | -------------------------------------------- | -------------------------------------------- | -------------------------------------------- | ------- |
| в том числе:                                 | Городское население                          | 556 592                                      | Процент городского населения, %              | 96,20   |
|                                              | Сельское население                           | 22 003                                       | Процент сельского населения, %               | 3,80    |
|                                              | Мужское население                            | 286 683                                      | Процент мужского населения, %                | 49,55   |
|                                              | Женское население                            | 291 912                                      | Процент женского населения, %                | 50,45   |
| Плотность населения, чел/км²                 | Плотность населения, чел/км²                 | Плотность населения, чел/км²                 | Плотность населения, чел/км²                 | 250,22  |
| Население микрорегиона в % к населению штата | Население микрорегиона в % к населению штата | Население микрорегиона в % к населению штата | Население микрорегиона в % к населению штата | 1,40    |

## Статистика
- Валовой внутренний продукт на 2003 составляет 7 009 836 321,00 реалов (данные: Бразильский институт географии и статистики).
- Валовой внутренний продукт на душу населения на 2003 составляет 12 885,33 реалов (данные: Бразильский институт географии и статистики).
- Индекс развития человеческого потенциала на 2000 составляет 0,812 (данные: Программа развития ООН).

## Состав микрорегиона
В составе микрорегиона включены следующие муниципалитеты:
1. Арарас
2. Коншал
3. Кордейрополис
4. Ирасемаполис
5. Леми
6. Лимейра
7. Санта-Крус-да-Консейсан
8. Санта-Жертрудис